# Lista występów Sarah Bernhardt

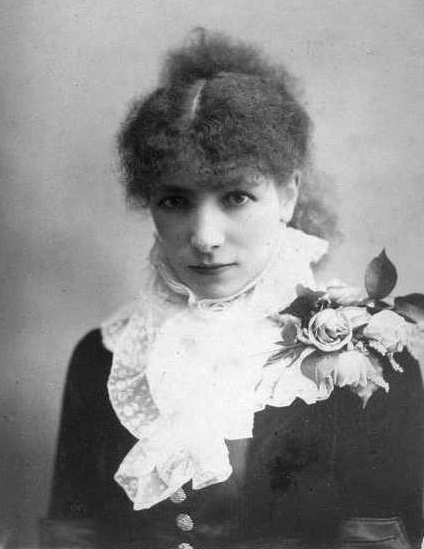
Sarah Bernhardt (1882)

Sarah Bernhardt (1844–1923) w trwającej ponad 60 lat karierze występowała na scenie i w filmach. Zagrała w przeszło 160 sztukach oraz 8 produkcjach fabularnych. Uznawana jest za jedną z najwybitniejszych aktorek w historii teatru, legendę, największą tragiczkę i najbardziej znaną kobietę swoich czasów, a także pionierkę kina.
Pierwszą styczność ze sceną miała w latach nauki w szkole w Neuilly-Auteuil-Passy, gdzie wystąpiła w amatorskim przedstawieniu Klotylda, portretując Królową Wróżek. W 1858, będąc uczennicą szkoły klasztornej Grand-Champs, wcieliła się w Archanioła Rafała w przedstawieniu Tobiasz odzyskujący wzrok. Od 1860 do 1862 kształciła się na wydziale aktorskim w Konserwatorium Paryskim. Następnie przyjęto ją – jako początkującą aktorkę (pensionnaire) – do Comédie-Française. Zagrawszy w kilku sztukach była zmuszona opuścić szeregi teatru narodowego w atmosferze skandalu po tym, jak podczas tzw. „Ceremonii” – corocznej uroczystości organizowanej w dniu urodzin Molière’a – spoliczkowała doświadczoną aktorkę (sociétaire). Zatrudnienie znalazła w Théâtre du Gymnase, w którym dublowała inne aktorki oraz zagrała w kilku przeciętnych komediach.
W 1866 związała się z Théâtre de l’Odéon. Pierwszym sukcesem w jej karierze była męska rola Zachariasza w tragedii Atalia (1867). Po występach w sztuce autorstwa Jeana Baptiste’a Racine’a obwołano ją nową Rachel Félix. Także kreacja Marietty w François le Champi (1867) spotkała się z uznaniem, a sama sztuka była przebojem. Przełom stanowiła rola Anny Damby w dramacie Kean (1868) pióra Alexandre Dumasa (ojca), po której stała się jedną z bardziej rozpoznawalnych artystek w Théâtre de l’Odéon. Istotną kreację stworzyła w tragedii Król Lear (1868) Williama Shakespeare’a. Pierwszy triumf odniosła jako renesansowy trubadur Zanetto w jednoaktowym dramacie wierszowanym Przechodzień (1869). Po premierze została uznana za najgłośniejszą młodą aktorkę Paryża oraz idolkę studentów i muzę poetów. Kreacja młodej Bretonki u boku Paula Porela w Jean-Marie (1871) André Theuriet wzmocniła rozgłos, jakim zaczynała cieszyć się osoba Bernhard. Status gwiazdy zyskała rolą Doñy Marii Anny von Pfalz-Neuburg w przebojowym dramacie romantycznym Ruy Blas (1872) Victora Hugo.
Zachęcona sukcesem, lepszymi warunkami finansowymi i perspektywą dalszego rozwoju zawodowego, w 1872 powróciła do Comédie-Française. Występ u boku Jeana Mounet-Sully’ego w tragedii Andromacha (1873) Raceine’a, zapewnił obojgu pozycję czołowych interpretatorów klasycznej tragedii francuskiej. Kontynuację dobrej passy stanowiły kreacje w sztukach Sfinks (1874) Octave’a Feuilleta – w której partnerowała w głównej roli Sophie Croizette, oraz Zaira (1874) pióra Voltaire’a, ponownie występując u boku Mounet-Sully’ego. Jedną z jej najważniejszych ról klasycznych – uznawaną za arcydzieło w dorobku scenicznym Bernhardt – było sportretowanie tytułowej bohaterki tragedii Fedra (1874) Raceine’a. Ugruntowanie statusu największej gwiazdy Comédie-Française stanowiła rola Doñy Sol w dramacie Hernani (1877) Hugo.
Skonfliktowana z dyrektorem, w 1880 opuściła Comédie-Française i skupiła się na samodzielnym zarządzaniu swoją karierą. Prócz aktorstwa, zajmowała się także reżyserią oraz pełniła funkcję menedżerki. Od 1880 do ostatnich lat życia odbywała światowe trasy, stając się pierwszą międzynarodową gwiazdą. „Krok po kroku przekształcała się ze skandalistki we wspaniałą artystkę, a następnie w osobę czczoną jako wielki symbol i ambasadorka Francji” – stwierdził Robert Gottlieb. Jej repertuar wypełniały przebojowe sztuki, w tym Adrienne Lecouvreur Eugène’a Scribe’a i Ernesta Legouvégo, Frou-Frou Henriego Meilhaca i Ludovica Halévy’ego oraz Dama kameliowa Dumasa (syna) – ostatnia z nich stanowiła stały punkt repertuaru Bernhardt, która w główną bohaterkę wcielała się trzy tysiące razy.
W latach 80. i 90. XIX wieku zarządzała Théâtre de la Porte Saint-Martin; w owym czasie odniosła sukcesy w sztukach Victoriena Sardou – Fédora (1882), Théodora (1884) i La Tosca (1887) – a także jako tytułowa bohaterka w dramacie lirycznym Joanna d’Arc (1890) Jules’a Barbiera i Kleopatra w melodramacie o tym samym tytule (1891) Sardou. Od 1893 do 1899 zarządzała Théâtre de la Renaissance; na jego deskach triumfowała w Gismondzie (1894) Sardou i w dramacie Lorenzaccio (1895) Alfreda de Musset. Następnie do 1923 zarządzała Théâtre Sarah-Bernhardt. Do jej najważniejszych produkcji z tego czasu zalicza się tragedię Hamlet (1899) Shakespeare’a – sportretowany przez nią tytułowy książę Danii wzbudził ożywioną dyskusję wśród krytyków, a sama sztuka uchodzi za najbardziej kontrowersyjną w jej dorobku – dramaty Orlątko (1900) Edmonda Rostanda i Czarownica (1903) Sardou – drugi z nich uważany jest za jeden z największych sukcesów w późniejszym etapie kariery Bernhardt – dramat symbolistyczny Peleas i Melisanda (1905) Maurice’a Maeterlincka, Dziewicę z Ávili (1906) Catulle Mendèsa, Proces Joanny d’Arc (1909) Émile’a Moreau, Jeanne Doré (1913) Tristana Bernarda oraz tragedię Atalia (1920), w której zagrała główną bohaterkę.

## Scena

### Premiery

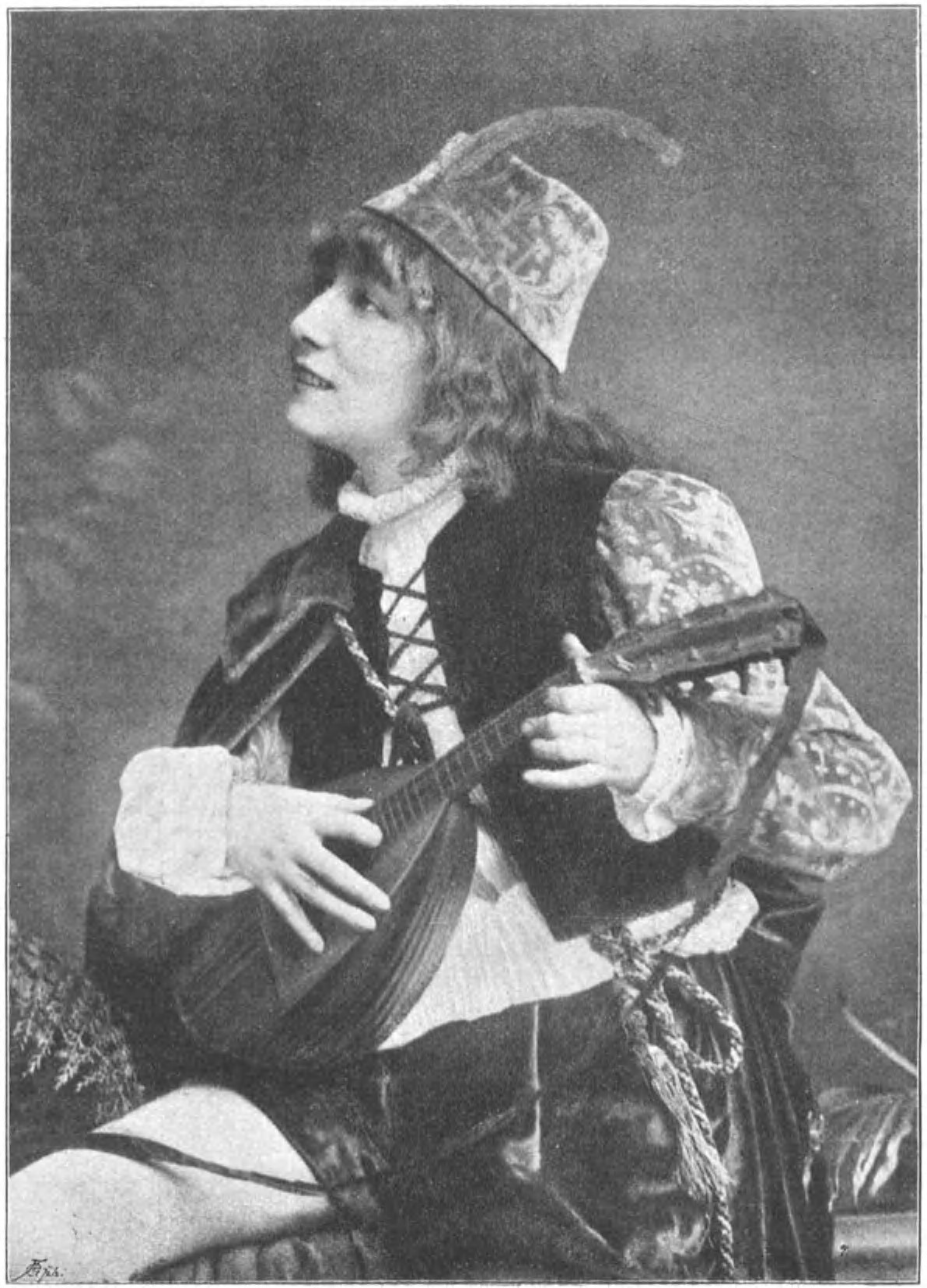
Bernhardt jako trubadur Zanetto w sztuce Przechodzień (1869)

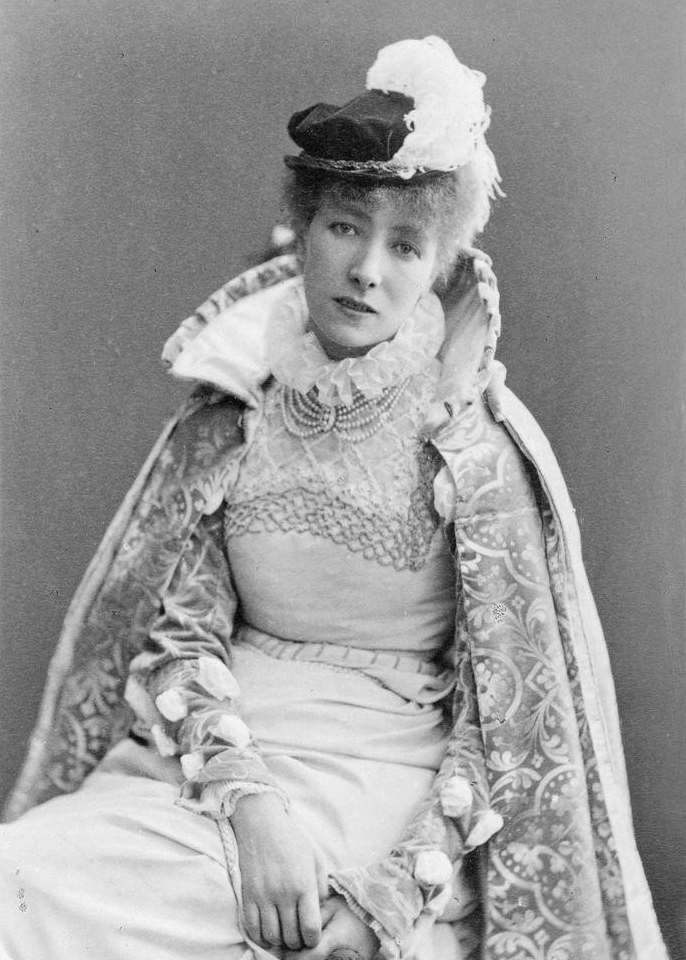
Bernhardt jako Doña Sol w sztuce Hernani (1877)

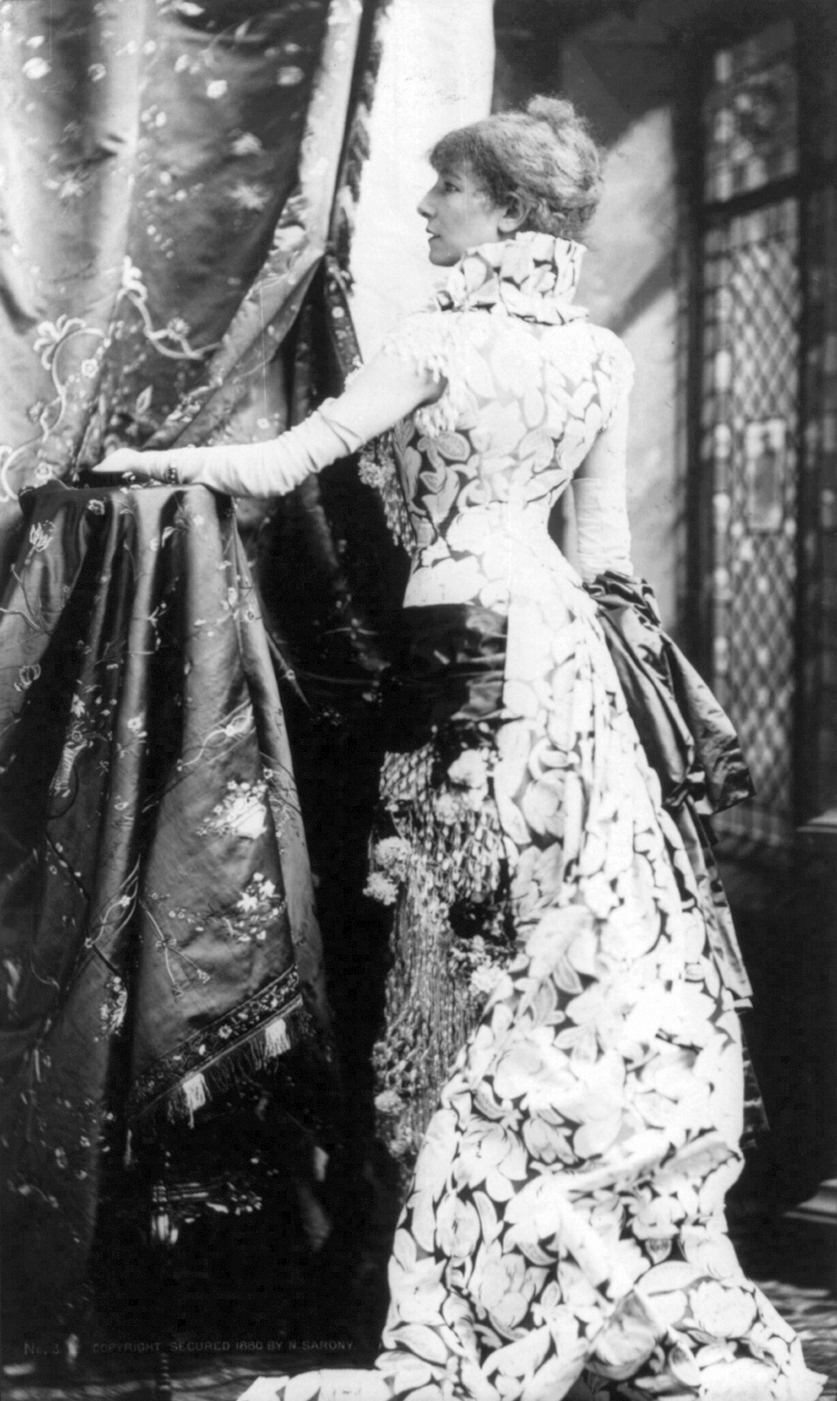
Bernhardt jako Gilberta w sztuce Frou-Frou (1880)

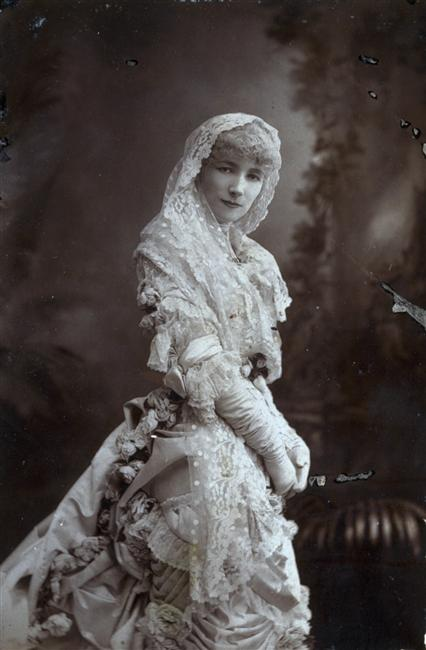
Bernhardt jako Marguerite Gautier (1881)

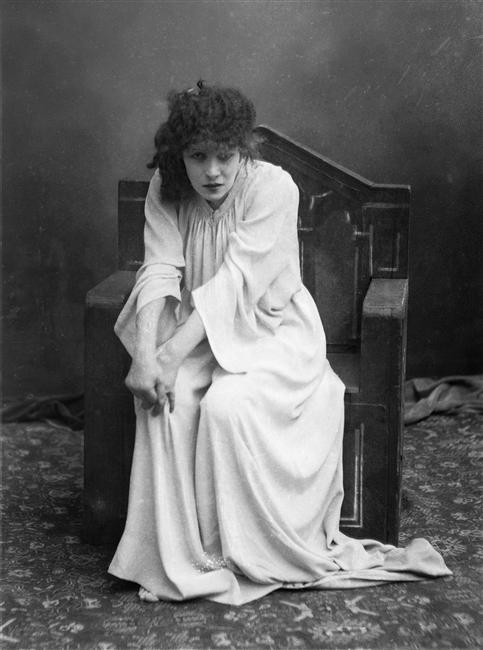
Bernhardt jako Lady Makbet w sztuce Makbet (1884)

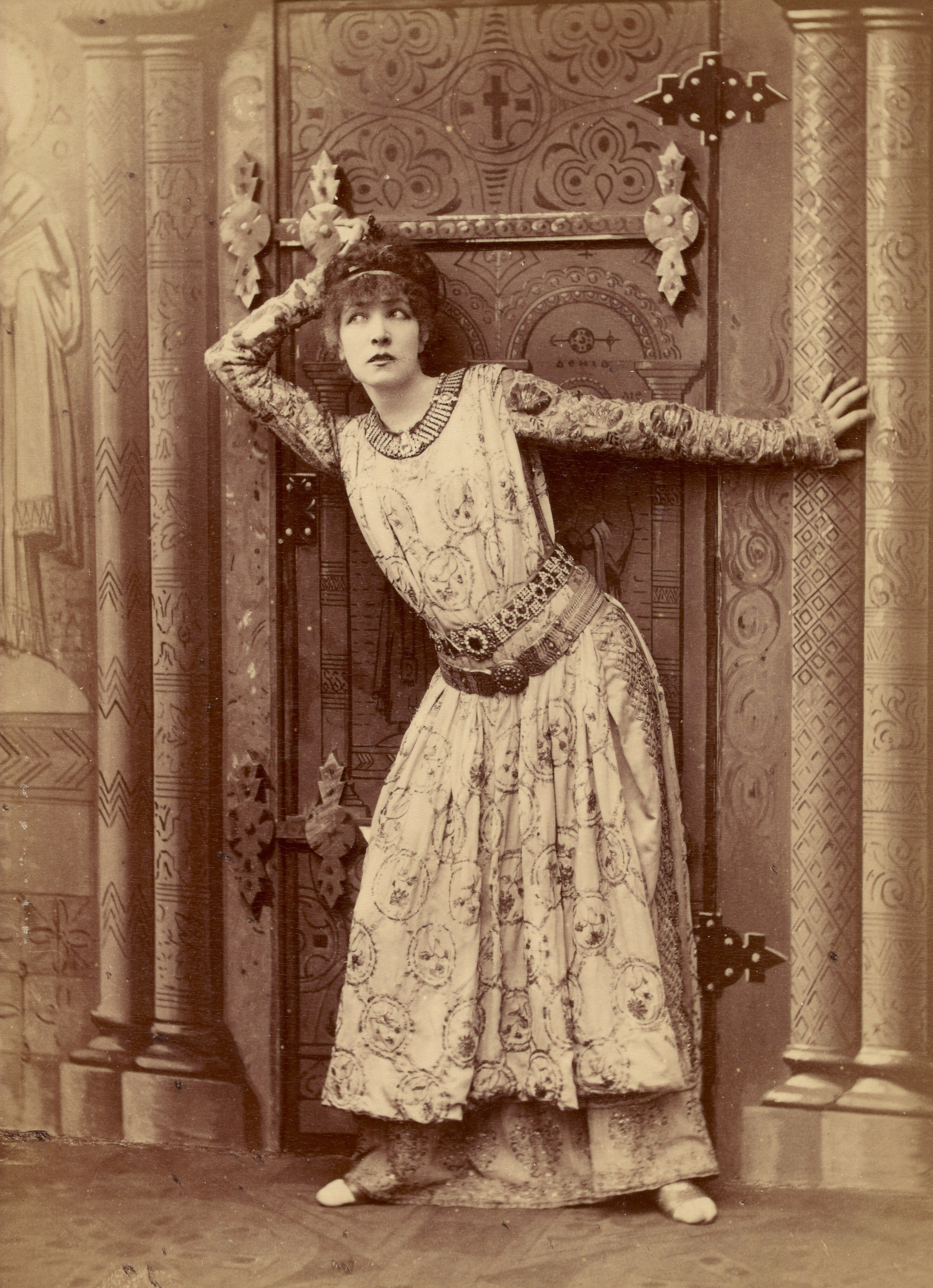
Bernhardt jako tytułowa bohaterka w sztuce Théodora (1884)

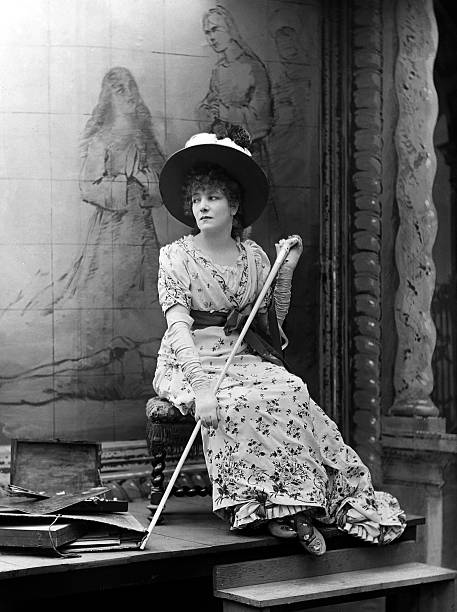
Bernhardt w sztuce La Tosca (1887)

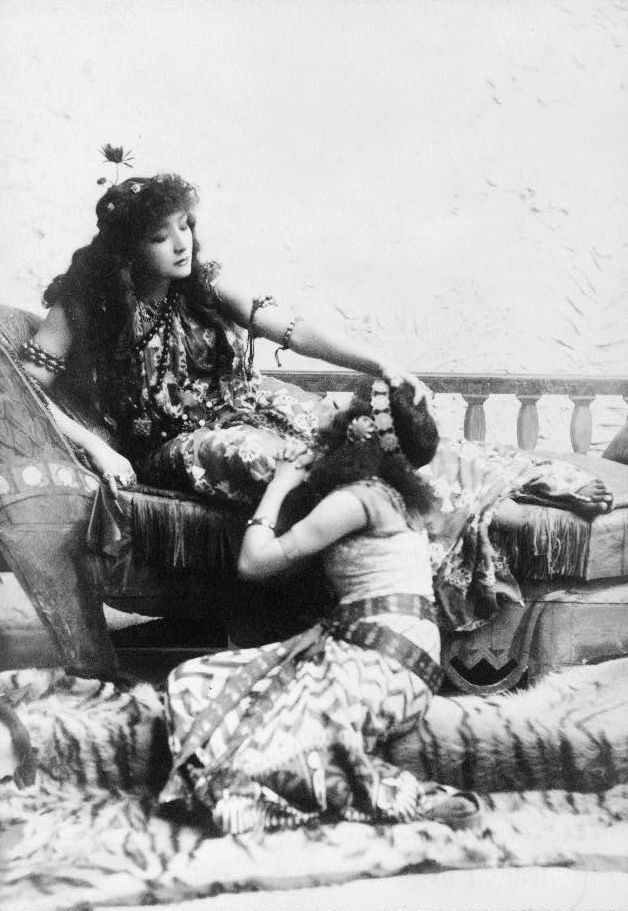
Bernhardt jako Kleopatra w sztuce o tym samym tytule (1891)

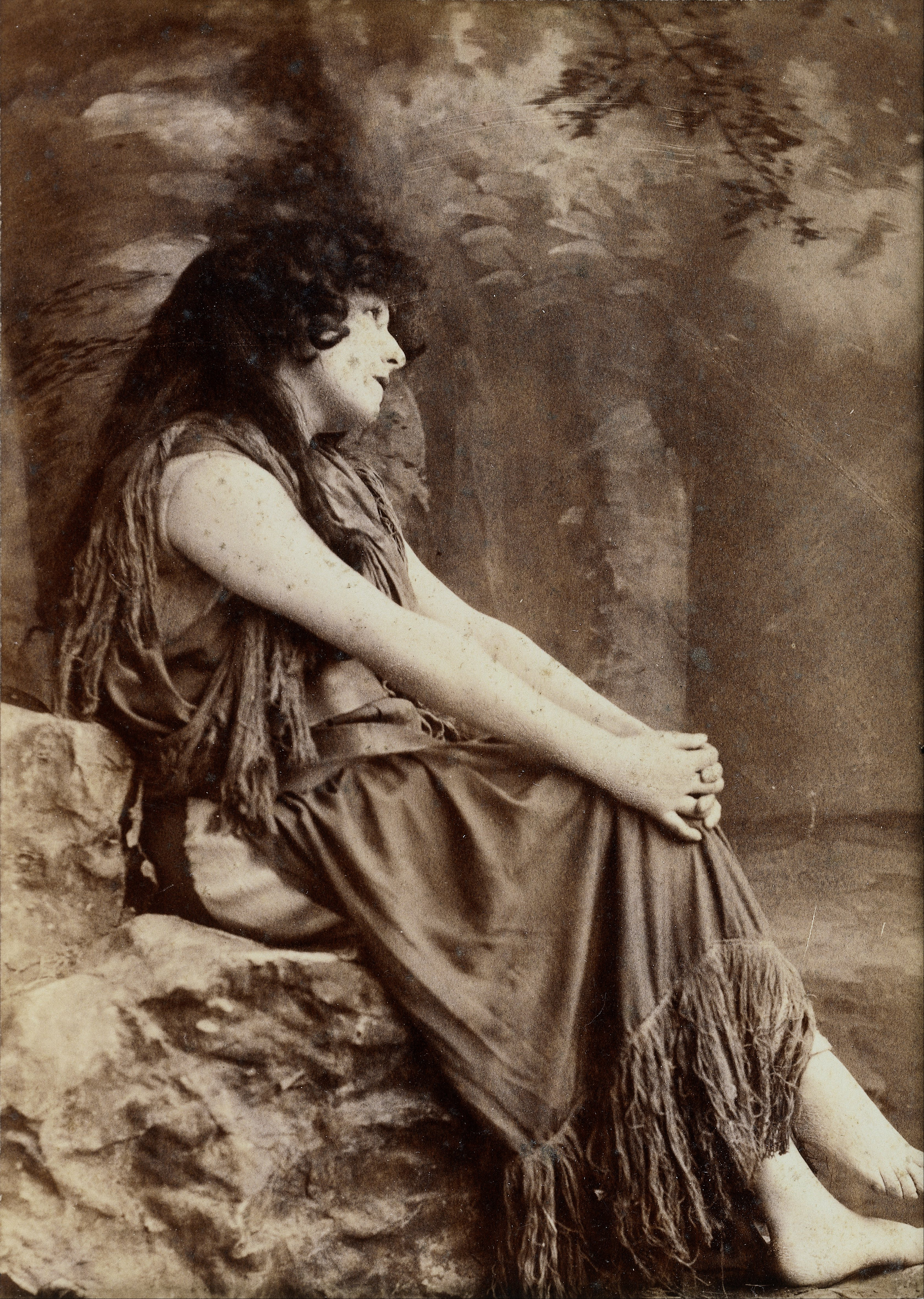
Bernhardt w sztuce Leah (1892)

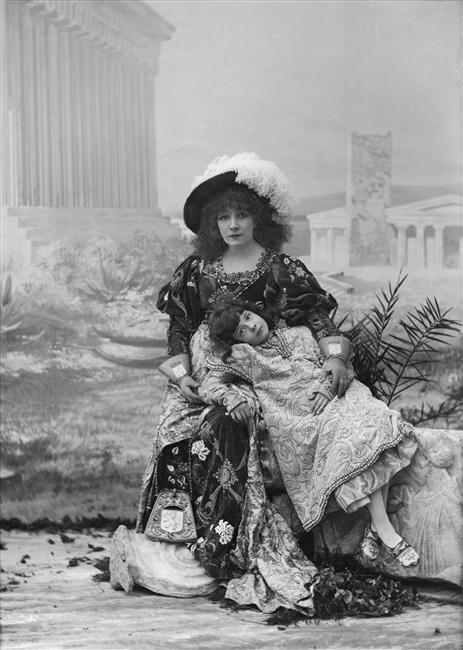
Bernhardt i Melle Deschamps w sztuce Gismonda (1894)

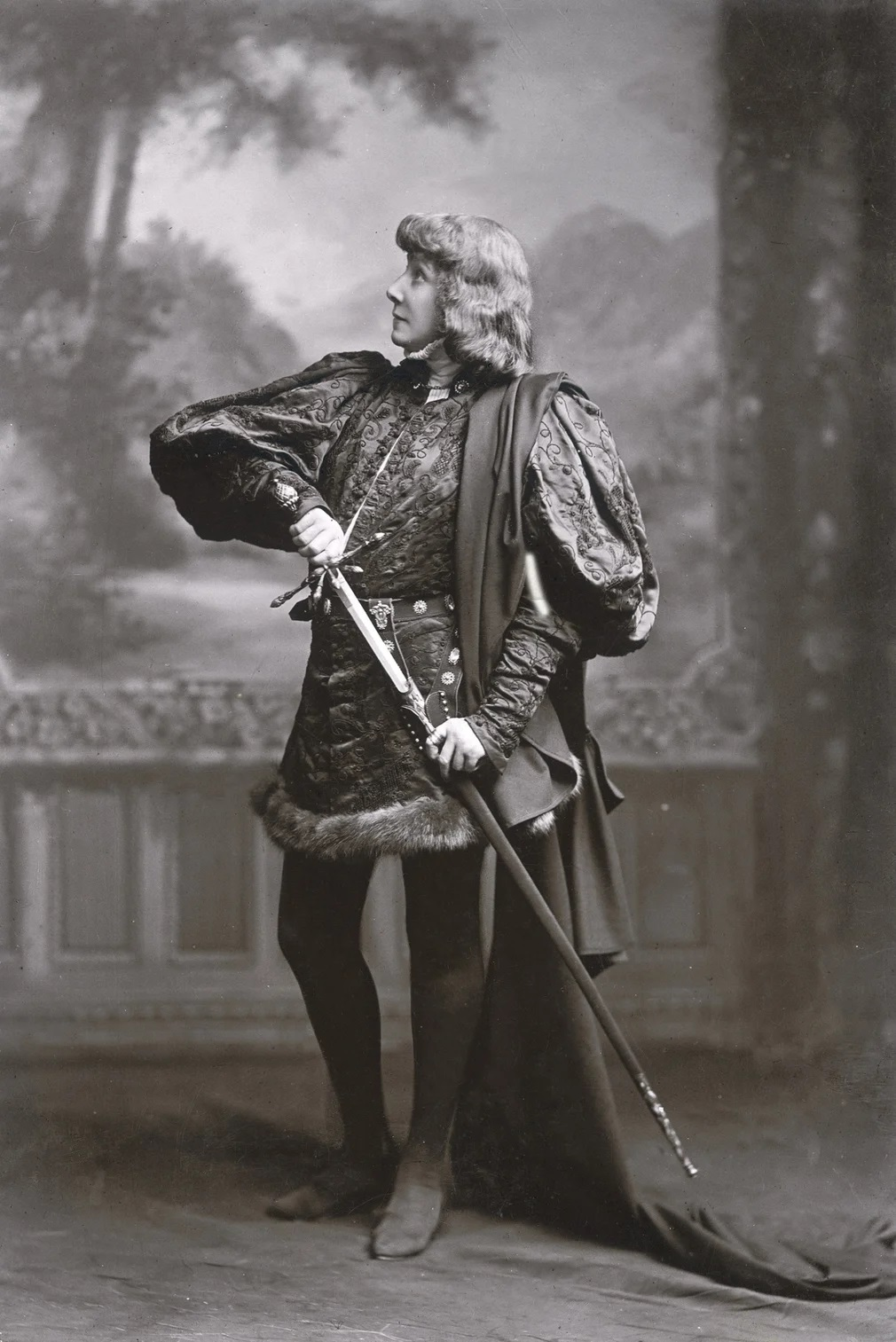
Bernhardt jako tytułowy bohater w sztuce Hamlet (1899)

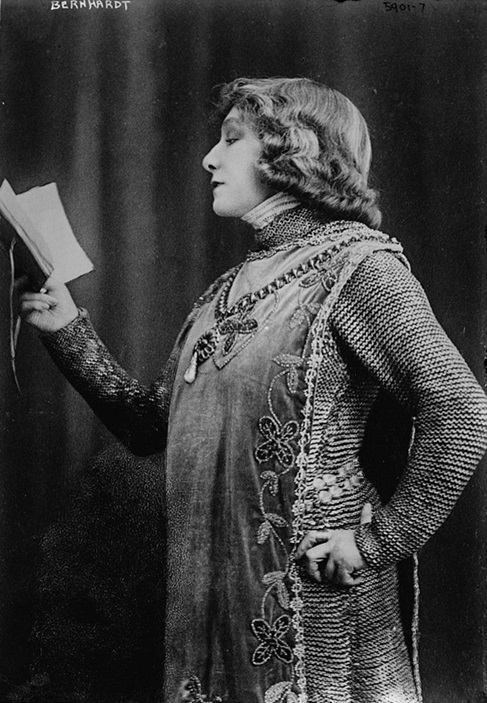
Bernhardt jako Peleas w sztuce Peleas i Melisanda (1905)

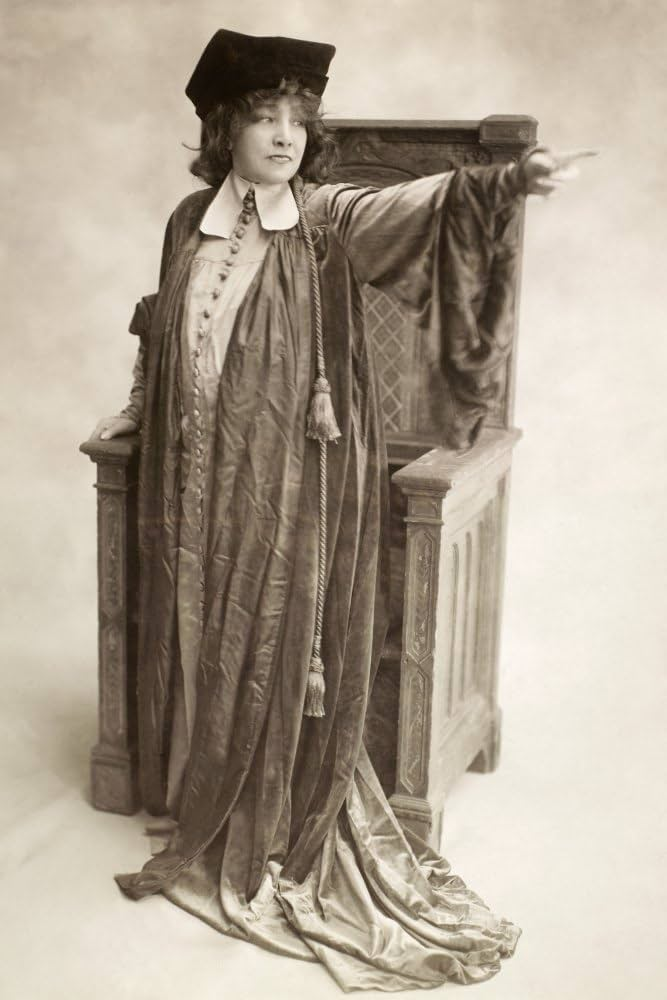
Bernhardt jako Porcja w sztuce Kupiec wenecki (1916)

| Rok         | Tytuł                            | Rola                                               | Szkoła                                       | Źr      |
| ----------- | -------------------------------- | -------------------------------------------------- | -------------------------------------------- | ------- |
| 1858        | Tobiasz odzyskujący wzrok        | Archanioł Rafał                                    | Grand-Champs                                 | [ 29 ]  |
| Rok         | Tytuł                            | Rola                                               | Teatr / Uczelnia                             |         |
| 1861        | Les Premières Armes de Richelieu | Louis François Armand du Plessis                   | Théâtre de la Tour d’Auvergne                | [ 30 ]  |
| 1861        | Zaira                            | Zaira                                              | Conservatoire de musique et de déclamation   | [ 31 ]  |
| 1861        | Fałszywa Anusia                  | b.d.                                               | Conservatoire de musique et de déclamation   | [ 34 ]  |
| 1862        | Córka Cyda                       | b.d.                                               | Conservatoire de musique et de déclamation   | [ 37 ]  |
| 1862        | Szkoła starców                   | Hortensja                                          | Conservatoire de musique et de déclamation   | [ 37 ]  |
| Rok (sezon) | Tytuł                            | Rola                                               | Teatr                                        |         |
| 1862        | Ifigenia                         | Ifigenia                                           | Comédie-Française                            | [ 38 ]  |
| 1862        | Waleria                          | Waleria                                            | Comédie-Française                            | [ 39 ]  |
| 1862        | Uczone białogłowy                | Henrietta                                          | Comédie-Française                            | [ 39 ]  |
| 1863        | Wartogłów                        | Hipolita                                           | Comédie-Française                            | [ 40 ]  |
| 1863        | Dom bez dzieci                   | pani de Rives                                      | Théâtre du Gymnase                           | [ 41 ]  |
| 1863        | Ojciec debiutantki               | Anita                                              | Théâtre du Gymnase                           | [ 41 ]  |
| 1863        | Demon gry                        | Amélie de Villefontaine                            | Théâtre du Gymnase                           | [ 41 ]  |
| 1863        | Un soufflet nest jamais perdu    | Jeannette                                          | Théâtre du Gymnase                           | [ 41 ]  |
| 1863        | Lekkoduch                        | Anita                                              | Théâtre du Gymnase                           | [ 41 ]  |
| 1863        | Pierwszy krok                    | Clémence                                           | Théâtre du Gymnase                           | [ 41 ]  |
| 1864        | Mąż, który lansuje własną żonę   | księżniczka Daszeńka                               | Théâtre du Gymnase                           | [ 42 ]  |
| 1865        | Łania w lesie                    | księżniczka Désirée                                | Théâtre de la Porte Saint-Martin             | [ 43 ]  |
| 1866        | Igraszki trafu i miłości         | Sylwia                                             | Théâtre de l’Odéon                           | [ 44 ]  |
| 1866        | Fedra                            | Arycja                                             | Théâtre de l’Odéon                           | [ 44 ]  |
| 1867        | Uczone białogłowy                | Armanda                                            | Théâtre de l’Odéon                           | [ 44 ]  |
| 1867        | Aux Arrêts                       | Amélie                                             | Théâtre de l’Odéon                           | [ 45 ]  |
| 1867        | Brytanik                         | Albine / Junie                                     | Théâtre de l’Odéon                           | [ 45 ]  |
| 1867        | Chory z urojenia                 | Angélique                                          | Théâtre de l’Odéon                           | [ 45 ]  |
| 1867        | Zapis                            | Hortensja                                          | Théâtre de l’Odéon                           | [ 45 ]  |
| 1867        | Atalia                           | Zachariasz                                         | Théâtre de l’Odéon                           | [ 46 ]  |
| 1867        | Markiza de Villemer              | baronowa d’Argalde                                 | Théâtre de l’Odéon                           | [ 47 ]  |
| 1867        | François le Champi               | Marietta                                           | Théâtre de l’Odéon                           | [ 47 ]  |
| 1868        | Testament Cezara Girodot         | Hortensja                                          | Théâtre de l’Odéon                           | [ 47 ]  |
| 1868        | Kean                             | Anna Damby                                         | Théâtre de l’Odéon                           | [ 48 ]  |
| 1868        | Król Lear                        | Kordelia                                           | Théâtre de l’Odéon                           | [ 45 ]  |
| 1868        | Małżeńska loteria                | Laure Dufour                                       | Théâtre de l’Odéon                           | [ 45 ]  |
| 1868        | Dramat na ulicy de La Paix       | Julia Vidal                                        | Théâtre de l’Odéon                           | [ 45 ]  |
| 1869        | Przechodzień                     | trubadur Zanetto                                   | Théâtre de l’Odéon                           | [ 49 ]  |
| 1869        | Bastard                          | Jeanne                                             | Théâtre de l’Odéon                           | [ 50 ]  |
| 1870        | Wyzwoleniec                      | Bérénice                                           | Théâtre de l’Odéon                           | [ 50 ]  |
| 1870        | Inny                             | Hélène de Mérangis                                 | Théâtre de l’Odéon                           | [ 50 ]  |
| 1871        | Jean-Marie                       | Thérése                                            | Théâtre de l’Odéon                           | [ 51 ]  |
| 1871        | Fais ce que dois                 | Marthe                                             | Théâtre de l’Odéon                           | [ 51 ]  |
| 1871        | La Baronne                       | Geneviève                                          | Théâtre de l’Odéon                           | [ 52 ]  |
| 1872        | Mademoiselle Aïssé               | Charlotte Aïssé                                    | Théâtre de l’Odéon                           | [ 53 ]  |
| 1872        | Ruy Blas                         | Doña Maria Anna von Pfalz-Neuburg                  | Théâtre de l’Odéon                           | [ 54 ]  |
| 1872        | Mademoiselle de Belle-Isle       | Gabrielle de Belle-Isle                            | Comédie-Française                            | [ 55 ]  |
| 1872        | Brytanik                         | Junie                                              | Comédie-Française                            | [ 55 ]  |
| 1873        | Wesele Figara                    | paź Chérubin, chrześniak hrabiny Rozyny            | Comédie-Française                            | [ 56 ]  |
| 1873        | Mademoiselle de la Seiglière     | Hélène                                             | Comédie-Française                            | [ 56 ]  |
| 1873        | Dalila                           | Léonora, księżna Falconieri                        | Comédie-Française                            | [ 56 ]  |
| 1873        | Nieobecny                        | pani Douglas                                       | Comédie-Française                            | [ 56 ]  |
| 1873        | U adwokata                       | Marthe                                             | Comédie-Française                            | [ 56 ]  |
| 1873        | Andromacha                       | Andromacha                                         | Comédie-Française                            | [ 57 ]  |
| 1874        | Le Péril dan la Demeure          | Caroline de la Roseraie                            | Comédie-Française                            | [ 56 ]  |
| 1874        | Sfinks                           | Berthe de Savigny                                  | Comédie-Française                            | [ 58 ]  |
| 1874        | Piękna Paulina                   | Henri de Ligniville                                | Comédie-Française                            | [ 59 ]  |
| 1874        | Zaira                            | Zaira                                              | Comédie-Française                            | [ 60 ]  |
| 1874        | Fedra                            | Fedra                                              | Comédie-Française                            | [ 61 ]  |
| 1875        | Córka Rolanda                    | Bertha                                             | Comédie-Française                            | [ 62 ]  |
| 1875        | Gabriela                         | Gabriela                                           | Comédie-Française                            | [ 63 ]  |
| 1875        | L’Oiseau bleu                    | Jeanne                                             | Hôtel de Luynes                              | [ 64 ]  |
| 1876        | Cudzoziemka                      | pani Clarkson                                      | Comédie-Française                            | [ 65 ]  |
| 1876        | Rzym pokonany                    | Posthumia                                          | Comédie-Française                            | [ 66 ]  |
| 1877        | Hernani                          | Doña Sol                                           | Comédie-Française                            | [ 67 ]  |
| 1878        | Otello                           | Desdemona                                          | Comédie-Française                            | [ 69 ]  |
| 1878        | Amfitrion                        | Alkmena                                            | Comédie-Française                            | [ 69 ]  |
| 1879        | Mitrydat                         | Monime                                             | Comédie-Française                            | [ 69 ]  |
| 1879        | Pocieszne wykwintnisie           | b.d.                                               | Gaiety Theatre                               | [ 71 ]  |
| 1879        | Zawód miłosny                    | b.d.                                               | Gaiety Theatre                               | [ 72 ]  |
| 1879        | Rodzina Fourchambault            | b.d.                                               | Gaiety Theatre                               | [ 73 ]  |
| 1879        | Iskra                            | b.d.                                               | Gaiety Theatre                               | [ 73 ]  |
| 1880        | Awanturnica                      | Doña Klorynda                                      | Comédie-Française                            | [ 74 ]  |
| 1880–1881   | Księżna Jerzowa                  | Seweryna                                           | b.d. (występy w Europie i Ameryce Północnej) | [ 75 ]  |
| 1880–1881   | Dama kameliowa                   | Marguerite Gautier                                 | b.d. (występy w Europie i Ameryce Północnej) | [ 75 ]  |
| 1880–1881   | Frou-Frou                        | Gilberta                                           | b.d. (występy w Europie i Ameryce Północnej) | [ 75 ]  |
| 1880–1881   | Adrienne Lecouvreur              | Adrienne Lecouvreur                                | b.d. (występy w Europie i Ameryce Północnej) | [ 75 ]  |
| 1881        | Dama kameliowa                   | Marguerite Gautier                                 | b.d.                                         | [ 79 ]  |
| 1882        | Fédora                           | Fedora Romazoff                                    | Théâtre du Vaudeville                        | [ 80 ]  |
| 1883        | Pierrot Assassin                 | Pierrot                                            | Palais du Trocadéro                          | [ 81 ]  |
| 1883        | Nana-Sahib                       | Dżamma                                             | Théâtre de la Porte Saint-Martin             | [ 82 ]  |
| 1884        | Makbet                           | Lady Makbet                                        | Théâtre de la Porte Saint-Martin             | [ 83 ]  |
| 1884        | Théodora                         | Teodora                                            | Théâtre de la Porte Saint-Martin             | [ 84 ]  |
| 1885        | Marion Delorme                   | Marion Delorme                                     | Théâtre de la Porte Saint-Martin             | [ 85 ]  |
| 1886        | Hamlet                           | Ofelia                                             | Théâtre de la Porte Saint-Martin             | [ 85 ]  |
| 1886–1887   | Le Maître de forges              | Claire de Beaulieu                                 | b.d. (występy w Ameryce i Wielkiej Brytanii) | [ 87 ]  |
| 1887        | La Tosca                         | Floria Tosca                                       | Théâtre Porte Sainte-Martin                  | [ 88 ]  |
| 1888–1889   | Francillon                       | Francine de Riverolles                             | b.d. (występy w Europie i Bliskim Wschodzie) | [ 90 ]  |
| 1888–1889   | Teresa Raquin                    | Teresa Raquin                                      | b.d. (występy w Europie i Bliskim Wschodzie) | [ 90 ]  |
| 1888–1889   | Wyznanie                         | hrabina Marthe de Rocca                            | b.d. (występy w Europie i Bliskim Wschodzie) | [ 90 ]  |
| 1889        | Léna                             | Léna Despart                                       | Théâtre des Variétés                         | [ 91 ]  |
| 1890        | Joanna d’Arc                     | Joanna d’Arc                                       | Théâtre de la Porte Saint-Martin             | [ 91 ]  |
| 1890        | Kleopatra                        | Kleopatra                                          | Théâtre de la Porte Saint-Martin             | [ 92 ]  |
| 1891–1893   | Gringoie                         | Gringoie                                           | b.d. (ogólnoświatowe tournée)                | [ 94 ]  |
| 1891–1893   | La Fille à Blanchard             | Pauline                                            | b.d. (ogólnoświatowe tournée)                | [ 94 ]  |
| 1891–1893   | Nie igra się z miłością          | Camille                                            | b.d. (ogólnoświatowe tournée)                | [ 94 ]  |
| 1891–1893   | La Dame de Chalant               | hrabina                                            | b.d. (ogólnoświatowe tournée)                | [ 95 ]  |
| 1891–1893   | Pauline Blanchard                | Paulina                                            | b.d. (ogólnoświatowe tournée)                | [ 95 ]  |
| 1891–1893   | Leah                             | Leah                                               | b.d. (ogólnoświatowe tournée)                | [ 95 ]  |
| 1893        | Królowie                         | księżna Wilhelmina                                 | Théâtre de la Renaissance                    | [ 96 ]  |
| 1894        | Izeil                            | Izeil                                              | Théâtre de la Renaissance                    | [ 97 ]  |
| 1894        | Gismonda                         | Gismonda, księżna Aten                             | Théâtre de la Renaissance                    | [ 98 ]  |
| 1895        | Amfitrion                        | b.d.                                               | b.d.                                         | [ 99 ]  |
| 1895        | Magda                            | Magda                                              | Théâtre de la Renaissance                    | [ 100 ] |
| 1895        | Księżniczka zza morza            | Melissynda, księżniczka Orientu, hrabina Trypolisu | Théâtre de la Renaissance                    | [ 101 ] |
| 1896        | Lorenzaccio                      | Lorenzino de’ Medici                               | Théâtre de la Renaissance                    | [ 102 ] |
| 1897        | Spirytyzm                        | Simona                                             | Théâtre de la Renaissance                    | [ 103 ] |
| 1897        | Samarytanka                      | Fotyna                                             | Théâtre de la Renaissance                    | [ 103 ] |
| 1897        | Źli pasterze                     | Magdalena                                          | Théâtre de la Renaissance                    | [ 104 ] |
| 1898        | Umarłe miasto                    | Anna                                               | Théâtre de la Renaissance                    | [ 105 ] |
| 1898        | Lysiane                          | Lysiana de La Lauraye                              | Théâtre de la Renaissance                    | [ 106 ] |
| 1898        | Medea                            | Medea                                              | Théâtre de la Renaissance                    | [ 106 ] |
| 1899        | Hamlet                           | Hamlet                                             | Théâtre Sarah-Bernhardt                      | [ 107 ] |
| 1900        | Orlątko                          | książę Reichstadt                                  | Théâtre Sarah-Bernhardt                      | [ 108 ] |
| 1900        | L’Etincelle                      | Léonie de Rénat                                    | b.d.                                         | [ 95 ]  |
| 1900–1901   | Cyrano de Bergerac               | Roksana                                            | b.d. (występy w Stanach Zjednoczonych)       | [ 110 ] |
| 1900–1901   | Z małej chmury wielki deszcz     | baronowa                                           | b.d. (występy w Stanach Zjednoczonych)       | [ 110 ] |
| 1900–1901   | Pocieszne wykwintnisie           | Magdelon                                           | b.d. (występy w Stanach Zjednoczonych)       | [ 110 ] |
| 1902        | Francesca da Rimini              | Francesca da Rimini                                | Théâtre Sarah-Bernhardt                      | [ 111 ] |
| 1902        | Théroigne de Méricourt           | Anne-Joseph Théroigne de Méricourt                 | Théâtre Sarah-Bernhardt                      | [ 112 ] |
| 1902        | Safo                             | Fanny Legrand                                      | Théâtre Sarah-Bernhardt                      | [ 113 ] |
| 1903        | Suréna                           | Eurydyka                                           | Théâtre Sarah-Bernhardt                      | [ 114 ] |
| 1903        | Circé                            | Kirke                                              | b.d. (Monte Carlo)                           | [ 113 ] |
| 1903        | Bohémos                          | Bohémos                                            | b.d. (Monte Carlo)                           | [ 116 ] |
| 1903        | Werter                           | Werter                                             | Théâtre Sarah-Bernhardt                      | [ 111 ] |
| 1903        | Le Maquignon                     | b.d.                                               | Théâtre Sarah-Bernhardt                      | [ 95 ]  |
| 1903        | Więcej niż królowa               | Józefina                                           | Théâtre Sarah-Bernhardt                      | [ 113 ] |
| 1903        | La Légende du Coeur              | trubadur Cabestaing                                | Teatr rzymski w Orange                       | [ 117 ] |
| 1903        | Jeanne Wedekind                  | Jeanne Wedekind                                    | Théâtre Sarah-Bernhardt                      | [ 113 ] |
| 1903        | Czarownica                       | Zoraya                                             | Théâtre Sarah-Bernhardt                      | [ 118 ] |
| 1904        | Uczta śmierci                    | pani de Maujourdain                                | Théâtre Sarah-Bernhardt                      | [ 113 ] |
| 1904        | Varennes                         | Maria Antonina Austriaczka                         | Théâtre Sarah-Bernhardt                      | [ 113 ] |
| 1905        | Angelo, tyran Padwy              | Tysbe                                              | Théâtre Sarah-Bernhardt                      | [ 119 ] |
| 1905        | Estera                           | Artakserkses I                                     | Théâtre Sarah-Bernhardt                      | [ 120 ] |
| 1905        | Peleas i Melisanda               | Peleas                                             | Vaudeville Theatre                           | [ 121 ] |
| 1906        | Oblubienica morza                | b.d.                                               | b.d. (Genewa)                                | [ 122 ] |
| 1906        | Dziewica z Ávili                 | Teresa z Ávili                                     | Théâtre Sarah-Bernhardt                      | [ 123 ] |
| 1907        | Błazny                           | Jacasse                                            | Théâtre Sarah-Bernhardt                      | [ 124 ] |
| 1907        | Le Vert galant                   | Małgorzata Walezjuszka                             | Théâtre Sarah-Bernhardt                      | [ 117 ] |
| 1907        | Le Réveil                        | Thérèze de Mégée                                   | Théâtre Sarah-Bernhardt                      | [ 117 ] |
| 1907        | Śpiąca królewna                  | książę                                             | Théâtre Sarah-Bernhardt                      | [ 113 ] |
| 1908        | Kurtyzana z Koryntu              | Cléonice                                           | Théâtre Sarah-Bernhardt                      | [ 117 ] |
| 1908        | La Passé                         | Dominique Brienne                                  | Théâtre Sarah-Bernhardt                      | [ 117 ] |
| 1909        | Noc majowa                       | poeta                                              | Théâtre Sarah-Bernhardt                      | [ 125 ] |
| 1909        | Córka Rabensteina                | b.d.                                               | Théâtre Sarah-Bernhardt                      | [ 126 ] |
| 1909        | Proces Joanny d’Arc              | Joanna d’Arc                                       | Théâtre Sarah-Bernhardt                      | [ 127 ] |
| 1910        | La Beffa                         | Gianetto Malespini                                 | Théâtre Sarah-Bernhardt                      | [ 117 ] |
| 1910–1911   | Monna Vanna                      | b.d.                                               | b.d. (występy w Stanach Zjednoczonych)       | [ 129 ] |
| 1910–1911   | Les Romanesques                  | b.d.                                               | b.d. (występy w Stanach Zjednoczonych)       | [ 129 ] |
| 1910–1911   | Zmartwychwstanie                 | b.d.                                               | b.d. (występy w Stanach Zjednoczonych)       | [ 129 ] |
| 1910–1911   | Pani X                           | Jacqueline Fleuriot                                | b.d. (występy w Stanach Zjednoczonych)       | [ 117 ] |
| 1910–1911   | Judasz                           | Judasz Iskariota                                   | b.d. (występy w Stanach Zjednoczonych)       | [ 117 ] |
| 1910–1911   | Soeur Béatrice                   | b.d.                                               | b.d. (występy w Stanach Zjednoczonych)       | [ 117 ] |
| 1911        | Lukrecja Borgia                  | Lukrecja Borgia                                    | Théâtre Sarah-Bernhardt                      | [ 130 ] |
| 1911        | Świętoszek                       | Doryna                                             | Théâtre Sarah-Bernhardt                      | [ 131 ] |
| 1912        | Królowa Elżbieta                 | Elżbieta I Tudor                                   | Théâtre Sarah-Bernhardt                      | [ 132 ] |
| 1912        | Noc Wigilijna w latach Terroru   | Marion                                             | Théâtre Sarah-Bernhardt                      | [ 133 ] |
| 1913        | Jeanne Doré                      | Jeanne Doré                                        | Théâtre Sarah-Bernhardt                      | [ 134 ] |
| 1914        | Witraż                           | Wiolena                                            | L’Alhambra                                   | [ 135 ] |
| 1914        | Tout à coup                      | markiza de Chalonne                                | Théâtre Sarah-Bernhardt                      | [ 117 ] |
| 1915        | Katedry                          | Katedra Najświętszej Marii Panny w Strasburgu      | Théâtre Sarah-Bernhardt                      | [ 136 ] |
| 1916–1918   | Śmierć Kleopatry                 | Kleopatra                                          | b.d. (występy w Ameryce Północnej)           | [ 137 ] |
| 1916–1918   | Całopalenie                      | księżna                                            | b.d. (występy w Ameryce Północnej)           | [ 138 ] |
| 1916–1918   | Z teatru na pole chwały          | żołnierz Marc Bertrand                             | b.d. (występy w Ameryce Północnej)           | [ 139 ] |
| 1916–1918   | Hekabe                           | Hekabe                                             | b.d. (występy w Ameryce Północnej)           | [ 138 ] |
| 1916–1918   | Fałszywy model                   | Magdalena                                          | b.d. (występy w Ameryce Północnej)           | [ 138 ] |
| 1916–1918   | Kupiec wenecki                   | Porcja                                             | b.d. (występy w Ameryce Północnej)           | [ 137 ] |
| 1916–1918   | Gwiazda wśród nocy               | Jane de Mauduit                                    | b.d. (występy w Ameryce Północnej)           | [ 138 ] |
| 1920        | Atalia                           | Atalia                                             | Théâtre Sarah-Bernhardt                      | [ 140 ] |
| 1920        | Daniel                           | Daniel Arnaud                                      | Théâtre Sarah-Bernhardt                      | [ 141 ] |
| 1921        | Chwała                           | chwała                                             | Théâtre Sarah-Bernhardt                      | [ 142 ] |
| 1922        | Régine Armand                    | Régine Armand                                      | Théâtre Sarah-Bernhardt                      | [ 142 ] |
| 1922        | La Mort de Molière               | ból                                                | Théâtre Sarah-Bernhardt                      | [ 142 ] |
| 1922        | L’Une d’elles                    | b.d.                                               | Théâtre Sarah-Bernhardt                      | [ 142 ] |

### Wznowienia

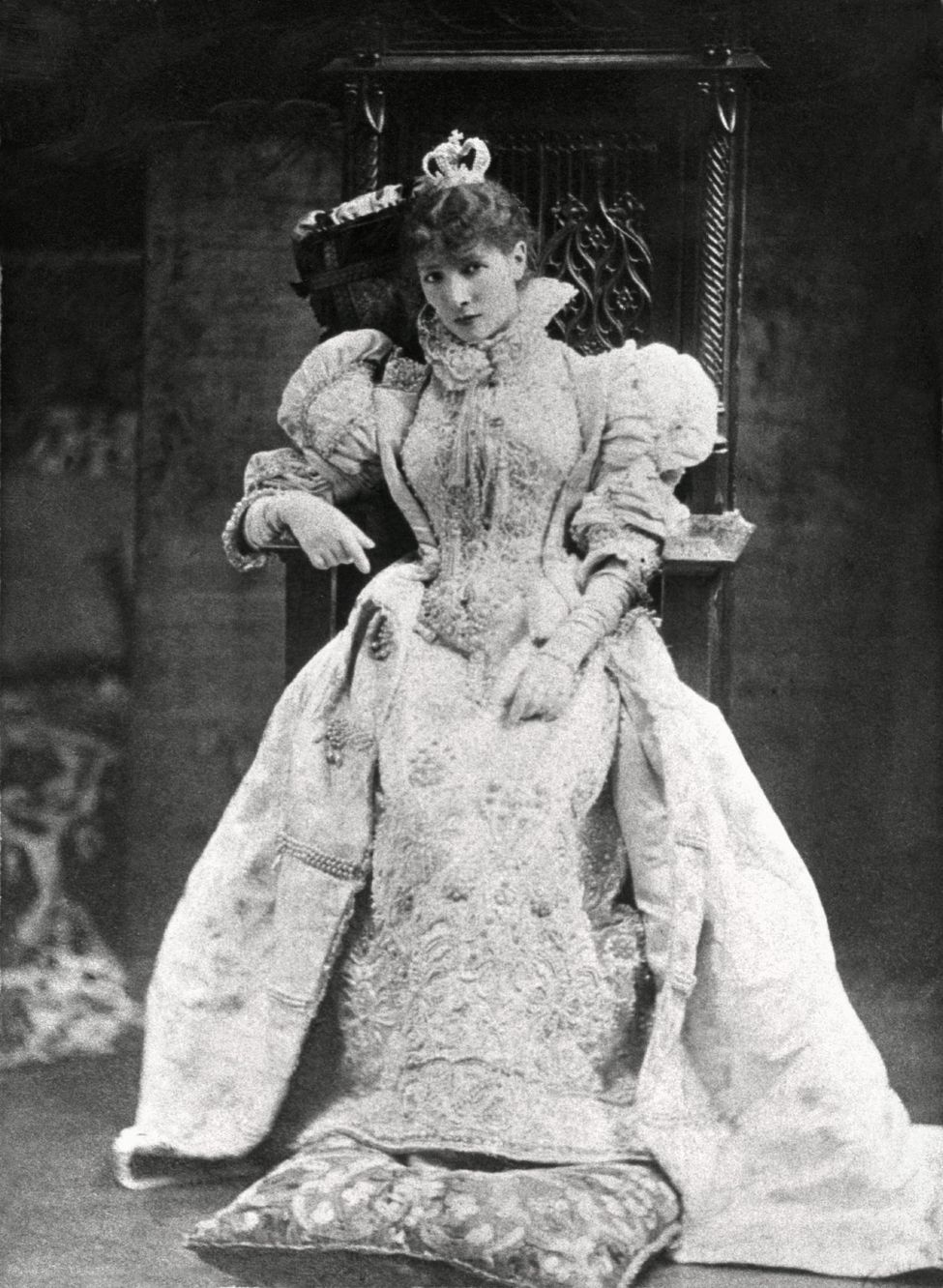
Bernhardt jako Doña Maria Anna von Pfalz-Neuburg w Ruy Blasie (1879)

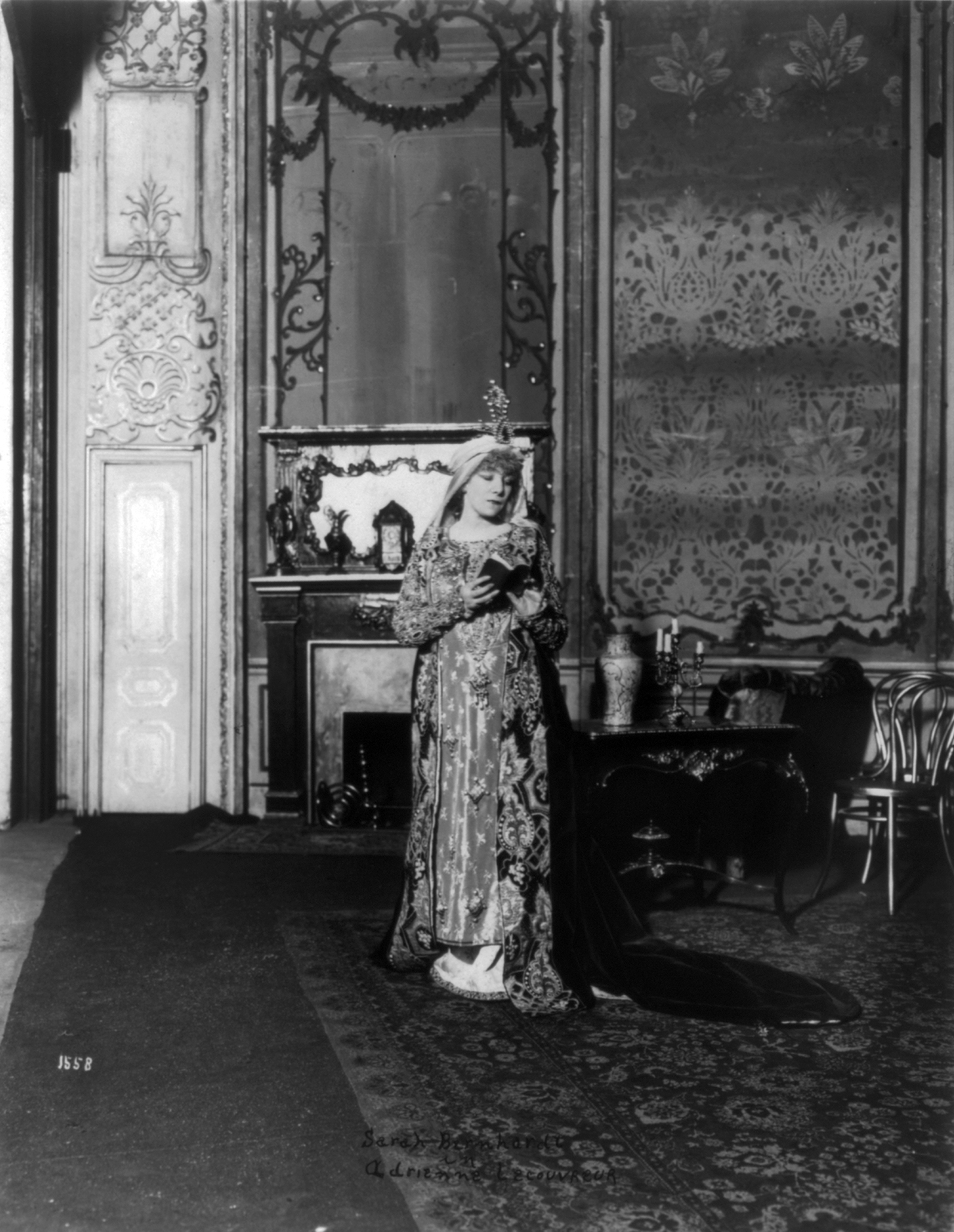
Bernhardt jako tytułowa bohaterka w sztuce Adrienne Lecouvreur (1896)

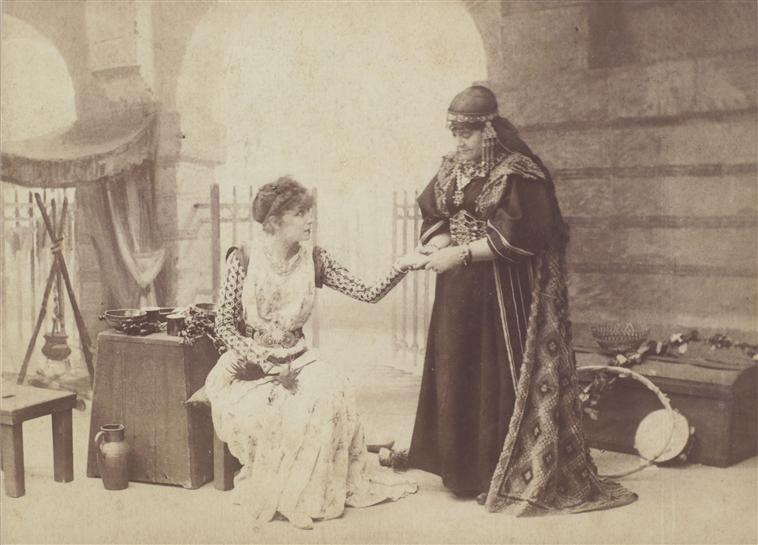
Bernhardt i Marie Laurent w sztuce Théodora (1902)

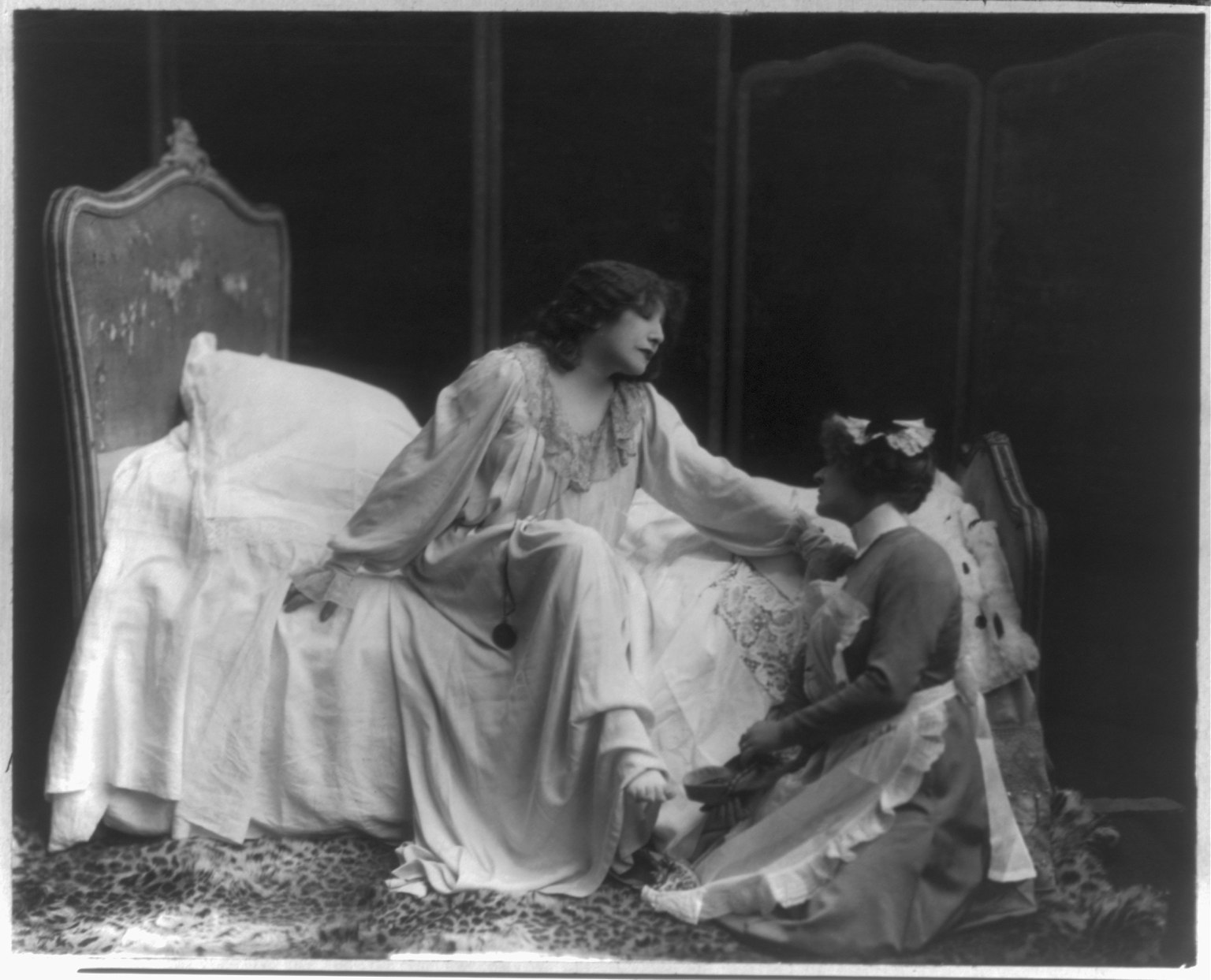
Bernhardt jako Marguerite Gautier w sztuce Dama kameliowa (1913)

| Rok (sezon) | Tytuł               | Rola                              | Teatr                            | Źr      |
| ----------- | ------------------- | --------------------------------- | -------------------------------- | ------- |
| 1873        | Fedra               | Arycja                            | Comédie-Française                | [ 143 ] |
| 1879        | Ruy Blas            | Doña Maria Anna von Pfalz-Neuburg | Comédie-Française                | [ 144 ] |
| 1882        | Dama kameliowa      | Marguerite Gautier                | Théâtre de la Gaîté              | [ 145 ] |
| 1883        | Frou-Frou           | Gilberta                          | Théâtre de la Porte Saint-Martin | [ 146 ] |
| 1883        | Dama kameliowa      | Marguerite Gautier                | Théâtre de la Porte Saint-Martin | [ 146 ] |
| 1893        | Fedra               | Fedra                             | Théâtre de la Renaissance        | [ 147 ] |
| 1894        | Fédora              | Fedora Romazoff                   | Théâtre de la Renaissance        | [ 148 ] |
| 1894        | Jean-Marie          | Thérése                           | Théâtre de la Renaissance        | [ 149 ] |
| 1896        | Dama kameliowa      | Marguerite Gautier                | Théâtre de la Renaissance        | [ 150 ] |
| 1896        | Fedra               | Fedra                             | Théâtre de la Renaissance        | [ 152 ] |
| 1896        | Rzym pokonany       | Posthumia                         | Théâtre de la Renaissance        | [ 152 ] |
| 1897        | La Tosca            | Floria Tosca                      | Théâtre de la Renaissance        | [ 103 ] |
| 1897        | Dama kameliowa      | Marguerite Gautier                | Théâtre de la Renaissance        | [ 154 ] |
| 1897        | Wyznanie            | hrabina Marthe de Rocca           | Théâtre de la Renaissance        | [ 154 ] |
| 1897        | Dama kameliowa      | Marguerite Gautier                | Théâtre de la Renaissance        | [ 155 ] |
| 1898        | Fedra               | Fedra                             | Théâtre de la Renaissance        | [ 156 ] |
| 1898        | Dama kameliowa      | Marguerite Gautier                | Théâtre de la Renaissance        | [ 157 ] |
| 1899        | La Tosca            | Floria Tosca                      | Théâtre Sarah-Bernhardt          | [ 158 ] |
| 1899        | Dalia               | Léonora, księżna Falconieri       | Théâtre Sarah-Bernhardt          | [ 159 ] |
| 1899        | Samarytanka         | Fotyna                            | Théâtre Sarah-Bernhardt          | [ 159 ] |
| 1899        | Dama kameliowa      | Marguerite Gautier                | Théâtre Sarah-Bernhardt          | [ 159 ] |
| 1899        | Fedra               | Fedra                             | Théâtre Sarah-Bernhardt          | [ 159 ] |
| 1902        | Théodora            | Teodora                           | Théâtre Sarah-Bernhardt          | [ 160 ] |
| 1902        | Fedra               | Fedra                             | Théâtre Sarah-Bernhardt          | [ 161 ] |
| 1902        | Magda               | Magda                             | Théâtre Sarah-Bernhardt          | [ 162 ] |
| 1902        | Jean-Marie          | Thérése                           | Théâtre Sarah-Bernhardt          | [ 149 ] |
| 1902        | Samarytanka         | Fotyna                            | Théâtre Sarah-Bernhardt          | [ 163 ] |
| 1902        | Dama kameliowa      | Marguerite Gautier                | Théâtre Sarah-Bernhardt          | [ 164 ] |
| 1902        | Fédora              | Fedora Romazoff                   | Théâtre Sarah-Bernhardt          | [ 148 ] |
| 1903        | Andromacha          | Hermiona / Andromacha             | Théâtre Sarah-Bernhardt          | [ 95 ]  |
| 1903        | Dama kameliowa      | Marguerite Gautier                | Théâtre Sarah-Bernhardt          | [ 164 ] |
| 1903        | Samarytanka         | Fotyna                            | Théâtre Sarah-Bernhardt          | [ 163 ] |
| 1903        | La Tosca            | Floria Tosca                      | Théâtre Sarah-Bernhardt          | [ 165 ] |
| 1905        | Adrienne Lecouvreur | Adrienne Lecouvreur               | b.d.                             | [ 167 ] |
| 1907        | Adrienne Lecouvreur | Adrienne Lecouvreur               | Théâtre Sarah-Bernhardt          | [ 168 ] |
| 1909        | La Tosca            | Floria Tosca                      | Théâtre Sarah-Bernhardt          | [ 165 ] |
| 1910–1911   | Dama kameliowa      | Marguerite Gautier                | Théâtre Sarah-Bernhardt          | [ 169 ] |
| 1910–1911   | Fedra               | Fedra                             | Théâtre Sarah-Bernhardt          | [ 169 ] |
| 1910–1911   | Lorenzaccio         | Lorenzino de’ Medici              | Théâtre Sarah-Bernhardt          | [ 169 ] |
| 1912        | Dama kameliowa      | Marguerite Gautier                | Théâtre Sarah-Bernhardt          | [ 170 ] |

## Filmografia

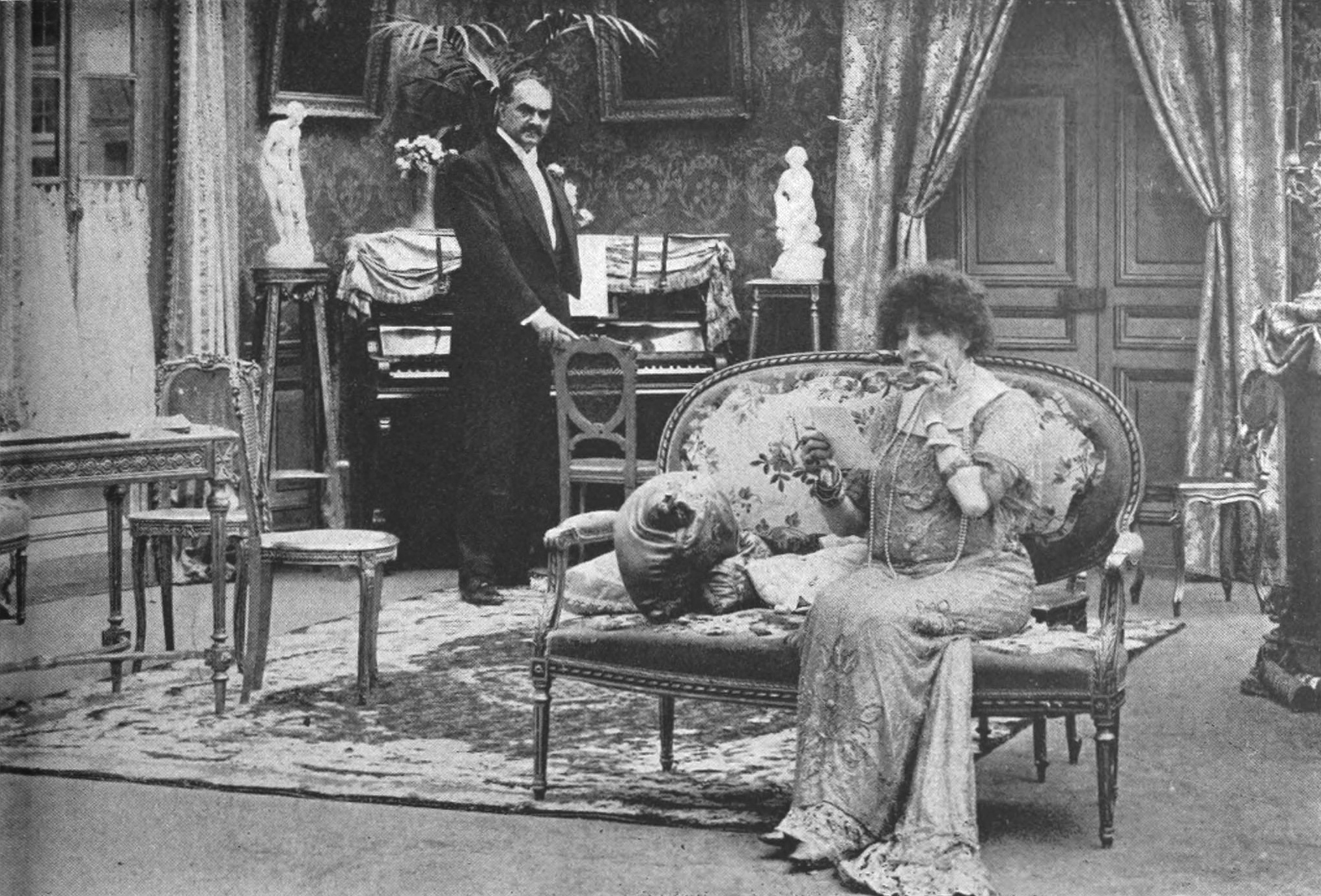
Bernhardt w kadrze z filmu Dama kameliowa (1912)

Bernhardt, jako jedna z pierwszych aktorek w historii, zagrała w filmie. Jej debiutem był krótkometrażowy Pojedynek Hamleta (1900, reż. Clément Maurice). Wystąpiła w scenie pojedynku tytułowego księcia, którego portretowała, z Laertesem (Pierre Magnier). Dzięki nagraniu na fonografie przez Maurice’a, film uznaje się za jeden z pierwszych dźwiękowych w historii kina. Podczas paryskiej wystawy światowej w 1900 był jedną z głównych atrakcji. Gottlieb twierdził, że film stanowił „potwierdzenie jej prawa do odgrywania najwspanialszej męskiej roli i dobra wskazówka, jak jej się to udało”.
W 1908 zagrała w niemej i krótkometrażowej ekranizacji La Toski (reż. André Calmettes). Będąc niezadowoloną ze swojej gestykulacji – jak pisała Hélène Tierchant, „w La Tosce, dziele psychologicznym, najważniejsze były dialogi” – nakazała zniszczenie wszystkich kopii. Na ekranie partnerowali jej Lucien Guitry, Paul Mounet oraz Édouard de Max. Cztery lata później, otrzymawszy gażę 30 tys. dolarów, przyjęła rolę głównej bohaterki w Damie kameliowej (reż. André Calmettes, Henri Pouctal). Partnerował jej Lou Tellegen (jako Armand Duval). Film był sukcesem finansowym, a szczególnym powodzeniem cieszył się w Stanach Zjednoczonych, gdzie w jednej z recenzji napisano: „Jako wielki geniusz Bernhardt dostosowała się do swojego medium, a efektem jest długa seria fotografii, które są staccato w swojej ekspresji”. W tym samym roku duet aktorów zaangażowano do ekranizacji Adrienne Lecouvreur, którą reżyserował Louis Mercanton. Wystąpiła także w filmie dokumentalnym Sarah Bernhardt à Belle-Île – była pierwszą znaną osobą, która zaprosiła widzów do domu, ukazując swoje codzienne życie.
Jej trzecim filmem fabularnym z 1912 była ekranizacja sztuki Émile’a Moreau – Królowa Elżbieta (reż. Louis Mercanton). Ponownie partnerował jej Tellegen. Obraz – do którego prawa na amerykański rynek wykupił za 18 tys. dolarów Adolph Zukor – był przebojem kasowym, generując przychód rzędu 80 tys. dolarów (Bernhardt otrzymywała dziennie 360 dolarów plus wypłacono jej dziesięć procent od zysku brutto). Premiera filmu miała miejsce w Lyceum Theatre na Broadwayu 12 lipca. W ocenie biografów Królowa Elżbieta pozostaje znaczącym wkładem we wczesne kino, a dzięki ręcznie pokolorowanej kopii stał się jednym z pierwszych w historii filmów barwnych, zaś jego szeroka dystrybucja uczyniła z Bernhardt międzynarodową gwiazdę filmową. „Jej występ miał historyczne znaczenie, ponieważ w dużym stopniu przyczynił się do przełamania uprzedzeń ludzi teatru wobec ekranu” – argumentował Zukor.

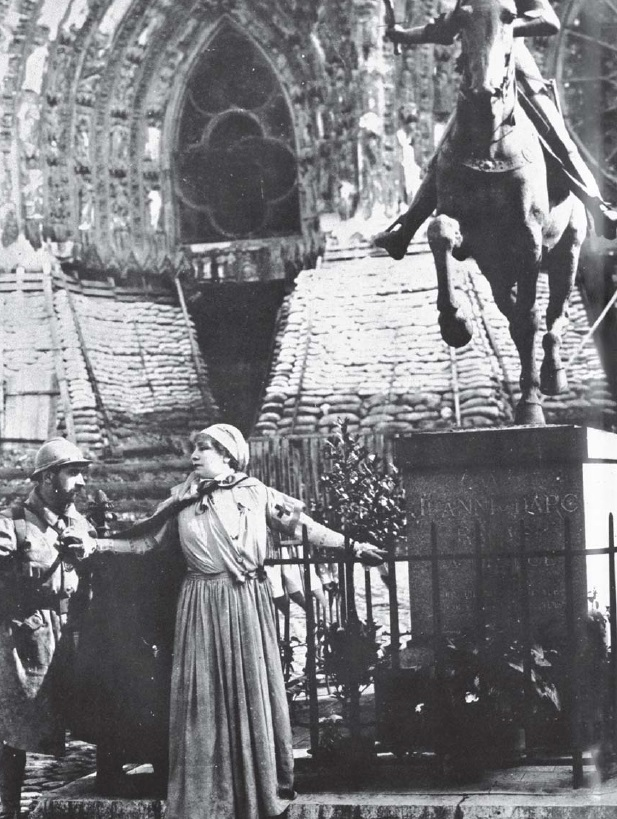
Bernhardt w kadrze z filmu Matki Francji (1917)

Na srebrny ekran powróciła w 1916, tytułową rolą w filmie Jeanne Doré (reż. Louis Mercanton), będącym ekranizacją sztuki o tym samym tytule Tristana Bernarda. Rok później do kin wszedł niemy dramat wojenny Matki Francji (reż. René Hervil, Louis Mercanton), w którym wcieliła się w Jeanne d’Urbex, pielęgniarkę Francuskiego Czerwonego Krzyża (CRF), która w trakcie I wojny światowej odwiedza okopy i szuka swojego rannego syna. Odniósł on sukces zarówno we Francji, jak i za granicą.
W 1923 brała udział w zdjęciach do filmu La Voyante (reż. Sacha Guitry), portretując wróżkę, panią Gainard. Pozostałą część obsady stanowili Lili Damita, Harry Baur i Mary Marquet. Z uwagi na stan jej zdrowia, zdjęcia realizowano w domu Bernhardt, której płacono 10 tys. franków dziennie. Po tym jak straciła przytomność, jej sceny dokończyła Jeanne Brindeau.
| Rok  | Tytuł                       | Rola                        | Tytuł oryg. / uwagi                                                   | Źr      |
| ---- | --------------------------- | --------------------------- | --------------------------------------------------------------------- | ------- |
| 1900 | Pojedynek Hamleta           | Hamlet                      | Le Duel d’Hamlet, tytuł alt.: Hamlet, film krótkometrażowy, dźwiękowy | [ 184 ] |
| 1908 | La Tosca                    | Floria Tosca                | krótkometrażowy, film niemy, zaginiony                                | [ 185 ] |
| 1912 | Dama kameliowa              | Marguerite Gautier          | La Dame aux Camélias, tytuł alt. Camille                              | [ 186 ] |
| 1912 | Adrienne Lecouvreur         | Adrienne Lecouvreur         |                                                                       | [ 186 ] |
| 1912 | Sarah Bernhardt à Belle-Île | ona sama                    | film dokumentalny                                                     | [ 178 ] |
| 1912 | Królowa Elżbieta            | Elżbieta I Tudor            | La Reine Élisabeth                                                    | [ 186 ] |
| 1915 | Ceux de chez nous           | ona sama                    | film dokumentalny                                                     | [ 187 ] |
| 1916 | Jeanne Doré                 | Jeanne Doré                 |                                                                       |         |
| 1917 | Matki Francji               | pielęgniarka Jeanne d’Urbex | tytuł alt. Mothers of France                                          | [ 188 ] |
| 1923 | La Voyante                  | pani Gainard                | tytuł alt. The Fortune Teller                                         | [ 189 ] |